# 黃清 (弘治順天進士)
黃清（1459年—？），字源潔，武功中衛匠籍，直隸崑山縣人，明朝政治人物。

## 生平
成化十六年（1480年）庚子科順天府鄉試第一百二十八名舉人。弘治六年（1493年）中式癸丑科會試第二百六十七名，三甲第一百八十三名進士。授兵部主事，十二年十二月按阅陕西馬政牧地，十五年奉命整点北直隶、山西、陕西、河南等处驿站。

## 家族
曾祖黃用中；祖父黃思聰；父黃琮，母胡氏。具庆下。兄黄澄。弟黄溥、黄流。